# 하타씨
하타씨(일본어: 秦氏)는 일본의 도래인계 씨족이다. 하타씨는 신라 울진 지역에서 바다를 건너와 일본에 정착한 씨족으로 보고 있다.
하타(秦)씨는 아야(漢)씨와 더불어 일본의 한반도 도래 씨족 가운데 가장 규모가 큰 성씨이다. 하타(秦)씨에서 갈라져 나온 성씨(姓氏)들이 일본에서 가장 많은 비율을 차지한다고 한다.
하타(秦)씨가 사가노(嵯峨野) 지역으로 정착한 시기는 5세기 후반 무렵으로, 볍씨를 가지고 온 하타씨(秦氏)는 저수지와 수로를 만드는 관개 농업을 시작했고 우수한 토목 기술을 가지고 토지를 개발하였다. 하타씨는 일본으로 건너가 고류지(廣隆寺)라는 사찰을 만들었는데 이곳에 있는 일본 국보 반가사유상이 한국 국보 제83호와 굉장히 유사하다. 농경과 풍요를 주관하는 여우 신사인 후시미 이나리 신사는 하타씨족들이 모시던 씨족신 이나리 오미카미(稲荷大神)에게 제사를 지내던 것에서 유래한 신앙이며 핫토리가(家) 집안에서 모시는 스쿠나비코나노미코토(少彦名命)도 원래는 하타씨가 모시던 신이다.
5세기 후반 교토 지역에서 양잠 기술로 비단을 만드는 신기술을 가진 하타씨족을 고대 진한(신라) 울진 사람으로 보는 견해가 있다. 왜냐하면 신라 울진 봉평비에서 보이는 파단(波旦)이라는 지명이 있는데 파단(波旦)은 일본식 발음이 하타이며, 하타씨(秦氏)의 시조(始組) 설화와 관련이 있다. 이 사실을 근거로 울진을 하타씨의 근거지가 아닌가 추정하고 진한 12국의 1국인 우유국(優由國)과 연관시켰다. 일설에서는 하타씨(秦氏)는 원래 진(秦)씨인데, 바다(하타)을 건너 왔다고 하여 하타씨라고 불렀다고 한다. 하타씨는 하타(波多), 하타(波陀)로 적기도 하고 변형 성씨로는 하타케(畑), 하네(羽) 등이 있다.
일본서기에서는 하타(秦)씨를 백제에서 이주한 진(秦)씨라고 기록하고 있다. 과거에 몇몇 일본 역사학자들은 진(秦)이 진나라 국호와 같으므로 진시황제 후손이라는 주장을 하였고, 하타씨들도 자신들의 족보에 진시황제 후손이라고 서술하기도 하였다. 하지만 정작 진시황제는 진(秦)씨가 아니었기 때문에 근현대 이후부터는 부정되는 주장이다.
문무왕(701년)의 명령을 따라 하타씨의 조상인 하타노 이미키토리(秦忌寸都理)가 마츠노오대사 경내를 흐르는 가츠라가와 저수지와 일지정(一之井)을 만들고 그 자리에 신사를 지어 산 중턱에 모시던 이와쿠라(磐座)신을 옮겨 딸에게 모시도록 했다고 한다.
신문왕은 문무왕 비문에서 자신의 선조로서 진백(秦伯)을 언급하였다. 한국에서도 이 진백(秦伯)이라는 출자를 가지고 몇몇 역사학자들이 신라 김씨가 진시황제 후손이라는 주장을 한 적이 있다.
일본서기에서 본 시조 진무(神武)천황이 동정(東征)을 하면서 무오(戊午)년 12월에 야마토(大和) 지방에서 한 이야기가 기술되어 있다. 천황에게 말하기를 "일찍이 천신의 아들(天神之子)이 천반선(天磐船)을 타고 고천원(高天原)에서 여기로 내려왔으며, 그가 神(신) 요속일명(櫛玉 饒速日命 쿠시타마 니기하야히노코토)이다.

## 같이 보기
- 하타씨 (동음이의)
- 우유국
- 진한